# Canonges Regulars de Sant Antoni
Els Germans Hospitalers de Sant Antoni o Canonges Regulars de Sant Agustí de l'Orde de Sant Antoni Abat (en llatí Canonici Regulares Sancti Agustini Ordinis Sancti Antonii Abbatis) era un orde de canonges regulars, de tipus monàstic i militar, dedicat a l'assistència hospitalària i la cura dels malalts d'ergotisme, malaltia molt freqüent a l'Edat mitjana i coneguda amb el nom de foc de Sant Antoni. Fundat el 1095 al sud de França, també va ser conegut com a Orde de Sant Antoni o, simplement, Antonians.
La congregació va ser unida canònicament a l'Orde de Malta en 1777 per Pius VI, moment en què va desaparèixer com a orde independent. Va ser suprimida o extinta a Espanya en 1791 i al Sacre Imperi Romanogermànic en 1803.

## Història

### Orígens
La congregació fou fundada cap al 1095 per Gaston de Valloire, noble del Delfinat (llavors al Regne d'Arle, al Sacre Imperi Romanogermànic), i pel seu fill Girond, per agrair el guariment miraculós d'aquest darrer, que patia d'ergotisme o foc de Sant Antoni, i va ésser guarit en visitar les relíquies de sant Antoni Abat que s'havien dut a l'actual Saint-Antoine-l'Abbaye, abans La-Motte-Saint-Didier, prop de Viena del Delfinat.
Es va crear com una congregació religiosa formada per llecs i va ser confirmada pel papa Urbà II el 1095. Tenia la seu al priorat benedictí de Saint-Antoine-l'Abbaye, els monjos del qual s'ocupaven del santuari, lloc de pelegrinatge amb motiu de les relíquies que guardava. La comunitat laica de Gaston de Valloire hi va aixecar un hospital per als pelegrins, molts dels quals hi anaven per a guarir-se del mal anomenat Foc de Sant Antoni.
Després d'ésser una congregació de llecs, el 1218 es van convertir, per una butlla del papa Honori III, en orde monàstic. El 1248 van adoptar la Regla de Sant Agustí i, ja com a religiosos, el 1297 es van constituir en una comunitat de canonges regulars, amb una butlla de Bonifaci VIII Ad apostolicae dignitatis. Aleshores, la comunitat pren el nom d'Orde dels Canonges Regulars de Sant Antoni de Viena.
En aquell moment, les relacions entre els benedictins del santuari i els antonians havien arribat a un punt de conflicte, de manera que el papa va posar-hi fi tot expulsant els primers de La-Motte-Saint-Didier a l'abadia de Montmajor i atorgant la custòdia del santuari i les relíquies als Germans Hospitalers de Sant Antoni.

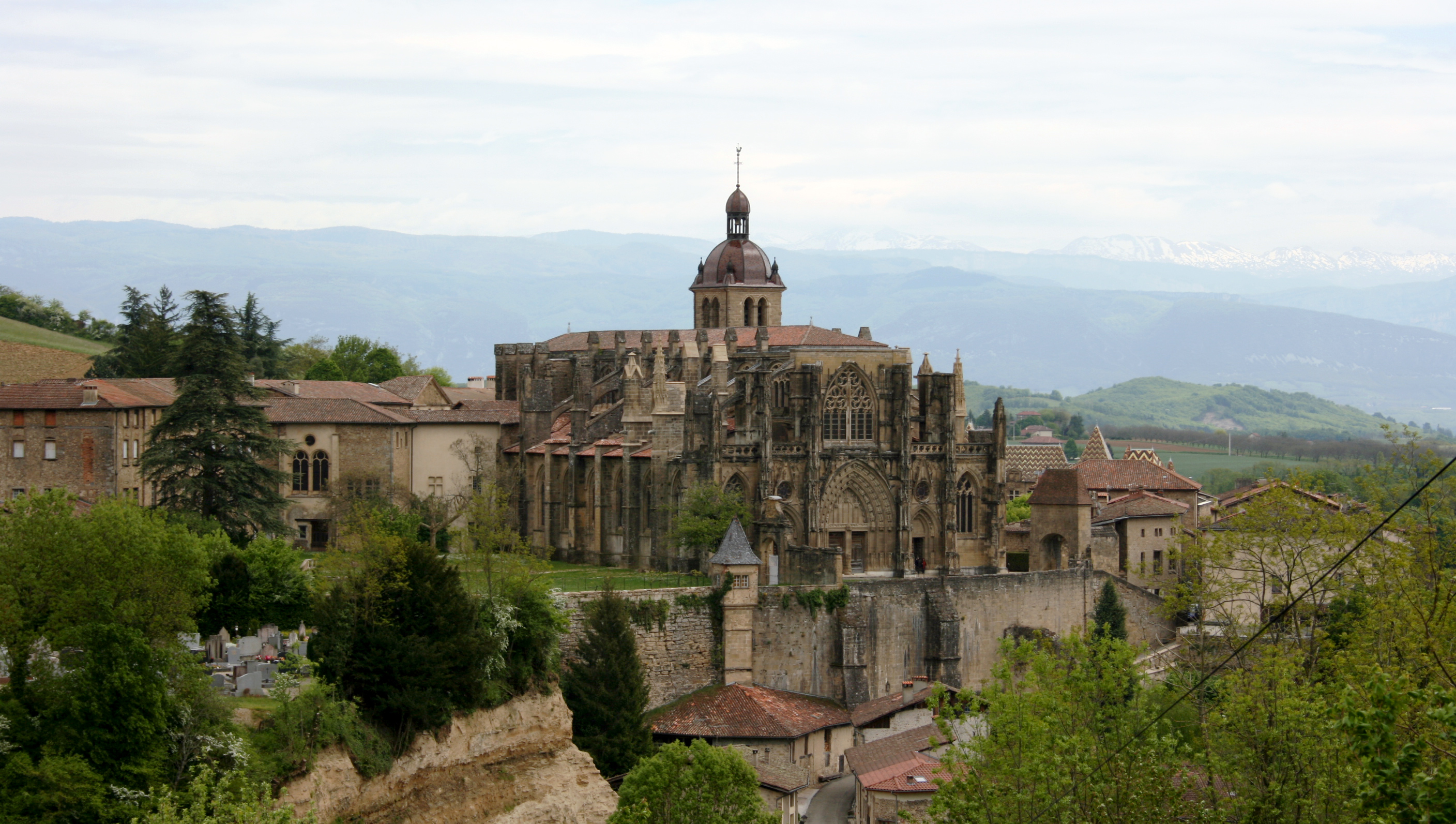
Església, abadia i hospital de Sant Antoni a Saint-Antoine-l'Abbaye, casa mare de l'orde
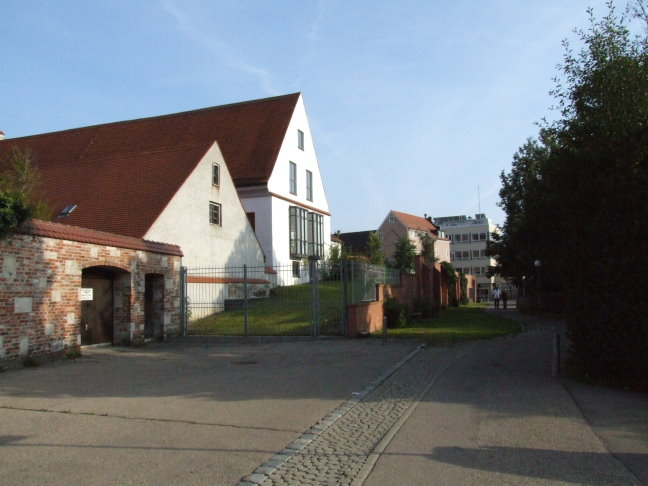
Antic hospital de Memmingen, fundat al s. XIII, i actual museu de l'orde a Alemanya
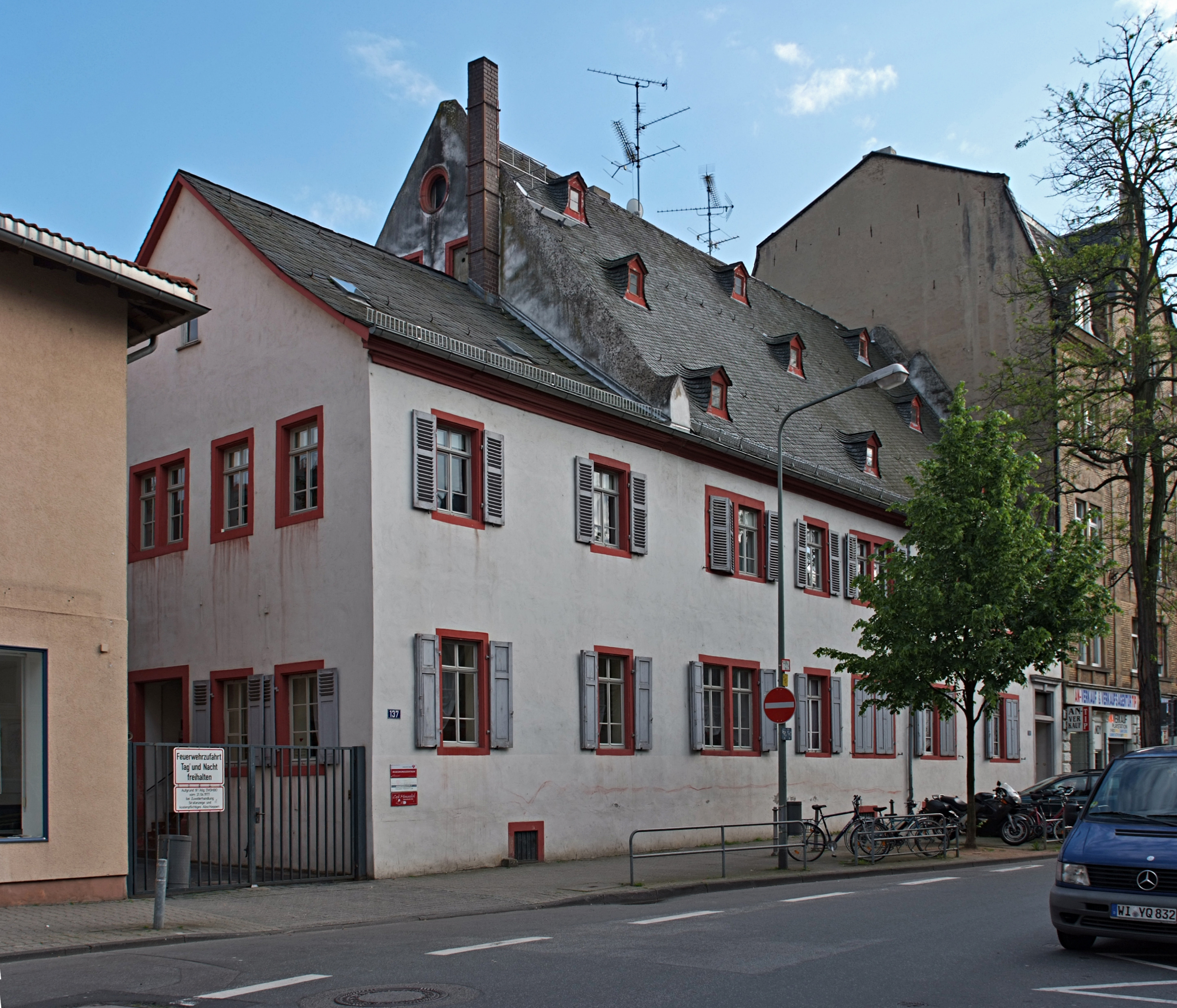
Antic hospital de Höchst, tancat el 1803, un dels últims de l'orde
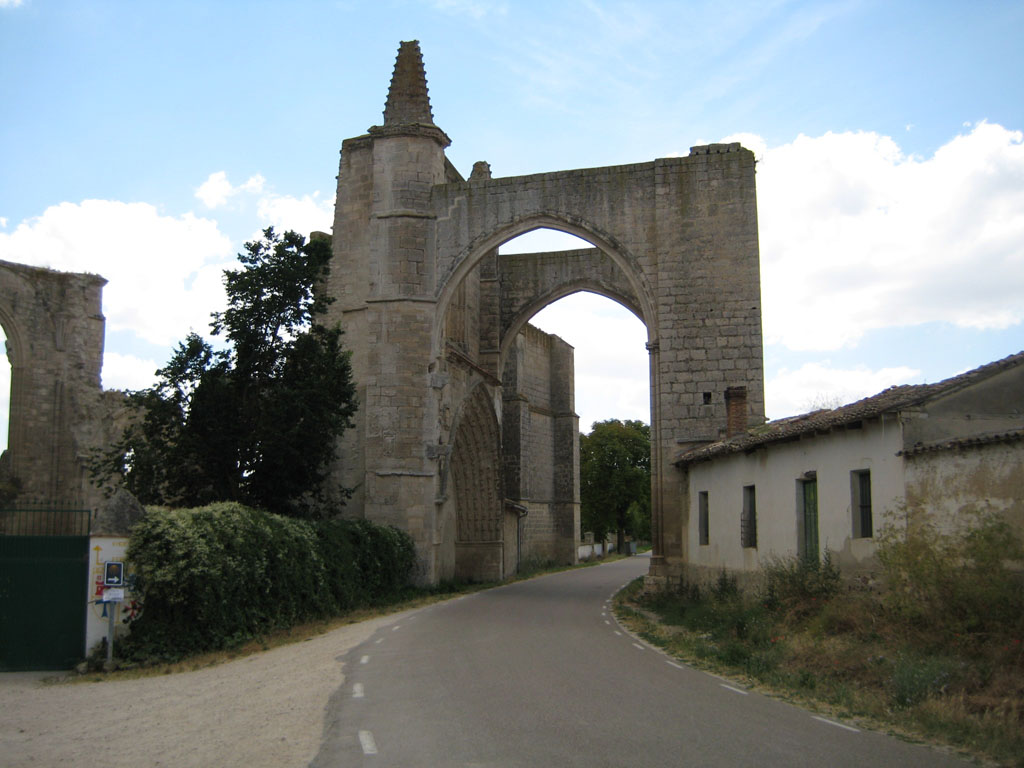
Ruines del convent de Castrojeriz, primer de l'orde als regnes hispànics

### Expansió
La comunitat va obrir més hospitals al regne d'Arle: Gap, Chambéry ( Savoia) i Besançon (Franc Comtat); així com a la resta de França i a Castella, la Corona d'Aragó, Navarra, a diversos estats italians, a Flandes i al Sacre Imperi Romanogermànic. També va obrir cases a Xipre, Constantinoble i Atenes. La congregació va tenir un gran creixement durant el segle xiv, quan els hospitalers també atengueren els malalts de pesta negra. Cap al segle xv van arribar a tenir 370 hospitals i comandes, amb més de 10.000 monjos, entre els quals alguns d'erudits i prelats reconeguts. Entre els seus privilegis hi havia la cura dels malalts de la Cúria Pontifícia.

#### L'orde als regnes hispànics
Els hospitalers van obrir cases als regnes de la península Ibèrica ja al segle XII; en concret a Castella i Navarra, al llarg del Camí de Sant Jaume. La primera va ser l'hospital de Castrojeriz, per als pelegrins, que va ésser la seu del comanador major i preceptor general per a la Corona de Castella, Portugal i, després, les Índies Occidentals. Amb el temps, a Castella, s'obriren hospitals a Salamanca, Medina del Campo, Toro, Valladolid, Benavente, Segòvia, Madrid, Toledo, Ciudad Real, Talavera de la Reina, Cadalso de los Vidrios, Atienza, Conca, Alfaro, Múrcia, Albacete, Baeza, Còrdova i Sevilla.
A Navarra, el 1274 s'obrí la comanda d'Olite, el convent-hospital de la qual era la seu de la Comanda General dels regnes de Navarra i la Corona d'Aragó. En depenien els hospitals de Pamplona, Tudela, Saragossa, Calataiud, Osca, València, Oriola, Barcelona (Sant Antoni Abat), Cervera, Lleida, Tàrrega, Valls i Palma.
La comunitat d'antonians de Mallorca es va establir a la ciutat el mateix any de la conquista, a unes cases del carrer de Sant Miquel que els va cedir el rei en Jaume, de les quals no es mourien. El segle xv, l'església de Sant Antoni de Pàdua (coneguda com a Sant Antoniet de sa Porta pel fet que estava situada al costat d'una de les portes de la murada de la ciutat) va passar a dependre de la comunitat d'antonians. El 1729 es va començar a bastir un nou claustre, i el 1757 una nova església, beneïda el 1768. Amb la dissolució de la comunitat vint anys més tard, l'església (coneguda com a Sant Antoni de Viana o Sant Antoniet) va passar a dependre de la parròquia de Sant Miquel, mentre que el claustre pertany, actualment, al Banc de Bilbao-Biscaia; al seu torn, l'església de Sant Antoni de Pàdua va ser enderrocada el 1904. A l'interior de Sant Antoniet hi ha dues representacions de Santa Quitèria, pel fet que, com Sant Antoni, era advocada contra l'ergotisme.

### Declivi i extinció
La Reforma protestant va portar una gran disminució dels ingressos obtinguts per les donacions i llegats. El descobriment de la relació entre el sègol banyut i el Foc de Sant Antoni va portar que la malaltia es pogués prevenir i tractar, per la qual cosa la incidència que tenia en la població va minvar considerablement i l'objectiu primari de l'orde va desaparèixer. El 1616, l'orde es va reformar i el 1777, a França, només comptava amb 220 monjos: llavors Pius VII] va integrar l'orde a l'Orde de Malta.
A França, només restaren oberts uns pocs hospitals, a càrrec de l'Orde de Malta, que van ser suprimits durant la Revolució francesa. A Alemanya, també van unir-se a l'Orde de Malta els 33 hospitals que hi havia, llevat dels de Colònia i Höchst, que foren suprimits el 1803. A Espanya, l'orde desaparegué el 1791, quan Pius VI emeté un breu a instància de Carles III d'Espanya: els béns i rendes de l'orde passaven als hospitals, esglésies i ajuntaments dels llocs on eren les fundacions, i els municipis es comprometien a continuar la tasca hospitalària de l'orde.
Durant el segle xvi i XVII es va estendre la creença que una branca de l'orde s'havia instal·lat a Abissínia, dada que es va incorporar en algunes històries posteriors. Es tracta d'una narració fabulosa, vinculada a les històries del mític Joan el Prevere i que potser té l'origen en la confusió amb el monasticisme d'arrel antoniana que practicaven algunes comunitats coptes abissínies.

## Els hospitals
Les fundacions eren hospitals, on hi havia una capella o església, normalment dedicada al culte de Sant Antoni Abat. Eren molt austeres i comprenien una cuina amb refetor o lloc per fer-hi els àpats un dormitori, la capella i alguns locals de servei. Servien per a hostatjar-hi els pelegrins i, entre ells, els malalts. Amb el temps, la cura de malalts va acabar essent la tasca primordial dels establiments.